# Henry Hurd Rusby
Henry Hurd Rusby, né le 26 avril 1855 à Franklin Township (aujourd'hui Nutley) dans le New Jersey et mort le 18 novembre 1940, est un botaniste, pharmacien et médecin américain. C'est un personnage influent dans la promotion de la botanique économique au cours de ses 50 premières années d'existence.

## Biographie
Rusby grandit à Franklin (aujourd'hui Nutley) dans le New Jersey et se passionne pour les plantes. À 21 ans il remporte le premier prix de l'Exposition universelle de 1876 de Philadelphie. À la même époque il fait la connaissance du docteur George Thurber, alors président de la Torrey Botanical Society. Rusby rejoint ce club en 1879 et commence à étudier la médecine à l'université de New York. En 1880 il passe 18 mois à recueillir des plantes au Texas et au Nouveau-Mexique pour le compte de la Smithsonian Institution et en 1883 il retourne dans le sud ouest des États-Unis afin d'étudier et de récolter des plantes médicinales pour la compagnie pharmaceutique Parke-Davis.
En 1884, il obtient son diplôme de médecin et, en 1885, il entreprend un voyage de recherche de deux ans pour Parke, Davis & Co., à travers l'Amérique du Sud, en explorant des régions éloignées de la Colombie, de l'Équateur, du Pérou, du Chili, de la Bolivie et du Brésil.
Rusby choisit de renoncer à la médecine en faveur de son intérêt pour les plantes et en 1889, il a été nommé professeur de botanique et de materia medica (en) (pharmacologie) à la faculté de pharmacie de l'Université Columbia. Il en sera le doyen 26 années jusqu'à sa retraite en 1930 et est doyen émérite jusqu'à sa mort en 1940.
En tant que membre de la Torrey Botanical Society, il rencontre Nathaniel Lord Britton. En 1888, un comité formé de huit membres éminents du club Torrey, incluant Britton et Rusby, est formé afin de réaliser un jardin botanique. Rusby fait transférer les herbiers et les ouvrages traitant de botanique de l'Université Colombia au nouvellement créé jardin botanique de New York. Il est nommé conservateur honoraire du Musée de botanique économique et siège au conseil d'administration jusqu'en 1933.
Il réalise par la suite des explorations dans des zones tropicales, dont l'Amazonie et en 1921 à l'âge de 65 ans, il participe à sa dernière expédition en Amérique du Sud en tant que directeur de l'Exploration biologique Mulford du bassin de l'Amazone.
Rusby décède le 18 novembre 1940, à 85 ans.

## Publications sélectionnées
- 1893 : An enumeration of the plants collected in Bolivia by Miguel Bang
- 1895 : Essentials of Vegetable Pharmacognosy: A Treatise on Structural Botany, Designed Especially for Pharmaceutical and Medical Students, Pharmacists and Physicians
- 1899 : Morphology and histology of plants, designed especially as a guide to plant-analysis and classification, and as an introduction to pharmacognosy and vegetable physiology
- 1911 : A manual of structural botany; an introductory textbook for students of science and pharmacy
- 1920 : Descriptions of Three Hundred New Species of South American Plants: With an Index to Previously Published South American Species by the Same Author
- 1930 : Jungle Memories